# 因卡
因卡（西班牙语）是西班牙巴利阿里群岛的一个市镇。总面积58平方公里，总人口23029人（2001年），人口密度397人/平方公里。